# 吉澤尊
吉澤 尊（よしざわ たける、1986年10月15日 - ）は、日本の元ラグビー選手。

## プロフィール
- 埼玉県出身。
- ポジションはナンバーエイト(No8)、フランカー(FL)。
- 身長 173cm、体重 90kg

## 略歴
2005年、熊谷工業高校卒業後、帝京大学に入学する。
2008年、帝京大学ラグビー部の主将に就任した
2009年、帝京大学卒業後、リコーブラックラムズに加入。
2012年、現役を引退し、リコーブラックラムズの副務に就任した。
2013年、リコーブラックラムズの採用担当に就任。
2016年、採用担当を退任。